# Beikthano
Beikthano (burmanski: ဗိဿနိုး, Bithano u značenju „Grad Višnua”) ili Panthwar-myo („Grad Panthwar”) je bio jedan od Pyu gradova-država koja je nazvana po istoimenom gradu koji je otkopan 20 km zapadno od grada Taungdwingyija, u pokrajini Minbu u Mjanmaru, koja je u antici imala izravnu vezu s navodnjavanom Kyaukse dolinom na sjeverozapadu. 
Arheološki nalazi poput ostataka građevina, lončarije i ljudskih kostiju, sugeriraju da je grad bio naseljen od oko 200. pr. Kr. do 100. godine. Nazvan po bogu Višnuu, grad je vjerojatno bio prvom prijestolnicom vjerojatno tada već ujedinjene prve burmanske države u povijesti.
Beikthano je bio veliko utvrđeno naselje, površine od oko 300 ha, unutar kvadratičnih zidina promjera od 3 x 1 km. Zidine od opeke su bile debele oko 6 m, imale su tronjeve i radio-ugljikom su datirane od 180. – 610. godine. Poput drugih sličnih gradova, glavni ulazi u grad su vodili do palače koja je bila okrenuta istoku. U njezinoj blizini su iskopane stupe i samostanske građevine, koje su numerirane od KKG1-KKG25, a koje su iskopane od 1959. – 62. godine. Na slici desno nalazi se plan samostana KKG2 s velikim zajedničkim prostorom za redovnike i brojnim redovničkim ćelijama, te stupom i svetištem.
Ostali važni nalazi su brojne urne koje su pronađene u hramovima. Grad ima važnu ulogu u burmanskim legendama i mitovima, kao što je legenda o osnutku grada
Beikthano je upisan na UNESCO-ov popis mjesta svjetske baštine u Aziji 2014. godine kao jedan od tri Pyu drevna grada..